# Pachnobia tamanukii
Pachnobia tamanukii är en fjärilsart som beskrevs av Matsumura 1925. Pachnobia tamanukii ingår i släktet Pachnobia och familjen nattflyn. Inga underarter finns listade i Catalogue of Life.